# Robert Day
Robert Andrew Day, mais conhecido como Robert Day (Portland, 13 de janeiro de 1982) é um jogador norte americano de basquete que atuou por 4 temporadas pelo Unitri/Uberlândia. Na temporada 2014/2015 Robert Day defenderá o Bauru.

## Carreira
Robert Day começou a praticar basquete aos 10 anos de idade, jogou na juventude no Benson Polytechnic High School e Western Oregon University.
Seu primeiro time profissional foi o Algodoneros de la Comarca no México onde ficou por dois anos. Parou de jogar por uma temporada e meia, porque não estava recebendo visibilidade e eu não tinha nenhuma outra opção para jogar em outro lugar. Retornou ao basquete profissional novamente no México na segunda metade da temporada 07/08 pelo Caballeros de Culiacan. Na temporada seguinte retornou para o Algodoneros de la Comarca.
Na temporada  09/10 assinou com Lobos Grises de la UAD Durango onde conseguiu visibilidade fora do México. Após a temporada um agente o chamou para jogar um torneio na China com uma equipe argentina, mas depois de todas as negociações acabou no Brasil assinando com Unitri/Uberlândia para temporada do NBB 2010/11.

### Unitri/Uberlândia

#### 2010/11
Em sua primeira temporada no Brasil, Day ganhou visibilidade e se tornou conhecido por ser um jogador extremamente perigoso na linha de três pontos. Suas grandes atuações lhe rendeu um lugar no Jogo das Estrelas NBB, realizado em Franca, onde jogou pelo NBB Mundo, time formado apenas por jogadores estrangeiros do NBB, enquanto a outra equipe foi NBB Brasil formada apenas jogadores brasileiros. Robert começou a partida no banco, mas quando entrou na quandra, a história começou a ser escrita. Com um desempenho raro na linha de três pontos, Day tornou-se inacreditável 12 de 15 bolas de três pontos e marcou em 27 minutos jogados incríveis 50 pontos. O NBB Mundo venceu a partida 115-99 e Day foi apenas nomeado o MVP do jogo.  Durante a temporada, Robert Day, assistido por Robby Collum e Valtinho, liderou a equipe para as quartas de final do campeonato, sendo eliminado pelo Brasília de Alex Garcia, Guilherme Giovannoni e Nezinho dos Santos.

#### 2011/12
Na temporada seguinte, Uberlândia emergiu como um dos favoritos para o titulo do NBB. A equipe vinha fazendo uma grande temporada, depois de ter liderado boa parte da temporada regular, mas a saída do técnico uruguaio Miguel Volcan no meio da temporada foi prejudicial para a equipe, que terminou em quinto lugar na primeira fase. Nos playoffs, a equipe de Minas Gerais foi eliminado pelo Flamengo nas quartas de final.

#### 2012/13
Mas, na temporada 2012-13 do NBB, com o retorno de Hélio Rubens Garcia e seu filho Helinho, Robert Day teve sua melhor temporada no Brasil, destaque na fase classificatoria nos playoffs marcou 39 pontos na derrota contra Pinheiros quase atingindo o recorde de Marcelinho Machado 41 pontos nos Playoffs e chegou a sua maior marca no NBB desde os 50 no Jogo das Estrelas NBB, liderou a equipe para a final do campeonato, mais uma vez enfrentando o Flamengo. Mas neste jogo, disputado no Rio de Janeiro, não foi o mesmo. O paraguaio de Bruno Zanotti se encarregou de marcar o americano, que foi fundamental para o título da equipe do Rio de Janeiro. Após a partida, Robert Day foi escolhido para a Seleção do NBB ao lado de Fúlvio de Assis, Marquinhos, Rafael Mineiro e Caio Torres.

#### 2013/14
No Unitri/Uberlândia Roberty Day renovou contrato para sua quarta temporada.
No final do NBB 6, com a decisão do presidente do Unitri Uberlândia de que disputaria o NBB 7 com um time jovem e com jogadores em formação e consequentemente a dispensa da maioria dos jogadores experientes (com salários mais altos).
Assim na temporada 2014/2015 Robert Day defenderá o time do Bauru.

## Estatísticas

### Temporada regular do NBB
| Ano               | Time              | JD  | MPJ  | FG%  | 3P%  | LL%  | REB | AST | REC | TOC | PPJ  |
| ----------------- | ----------------- | --- | ---- | ---- | ---- | ---- | --- | --- | --- | --- | ---- |
| 2010–11           | Unitri/Uberlândia | 28  | 30.5 | .486 | .395 | .833 | 4.4 | 1.6 | 1.3 | .2  | 17.1 |
| 2011–12           | Unitri/Uberlândia | 26  | 33.7 | .509 | .413 | .853 | 5.1 | 2.6 | 1.3 | .1  | 16.5 |
| 2012–13           | Unitri/Uberlândia | 34  | 34.7 | .555 | .478 | .871 | 4.6 | 3.6 | 1.7 | .1  | 18.8 |
| 2013–14           | Unitri/Uberlândia | 27  | 32.2 | .517 | .443 | .840 | 5.0 | 2.8 | 1.3 | .1  | 17.5 |
| 2014–15           | Bauru             | 21  | 25.6 | .471 | .385 | .860 | 2.9 | 1.6 | 1.1 | .1  | 11.0 |
| 2015–16           | Bauru             | 28  | 26.8 | .545 | .500 | .920 | 4.4 | 1.6 | .8  | .0  | 12.5 |
| Carreira          | Carreira          | 164 | 30.7 | .518 | .439 | .859 | 4.5 | 2.4 | 1.3 | .1  | 15.8 |
| Jogo das Estrelas | Jogo das Estrelas | 4   | –    | –    | –    | –    | –   | –   | –   | –   | –    |

### Playoffs do NBB
| Ano      | Time              | JD | MPJ  | FG%  | 3P%  | LL%  | REB | AST | REC | TOC | PPJ  |
| -------- | ----------------- | -- | ---- | ---- | ---- | ---- | --- | --- | --- | --- | ---- |
| 2011     | Unitri/Uberlândia | 8  | 32.9 | .609 | .529 | .771 | 6.4 | 2.4 | 1.5 | .4  | 22.8 |
| 2012     | Unitri/Uberlândia | 9  | 32.8 | .520 | .444 | .769 | 4.3 | 2.7 | 0.8 | .1  | 19.1 |
| 2013     | Unitri/Uberlândia | 9  | 32.9 | .500 | .415 | .879 | 4.2 | 2.3 | .4  | .0  | 14.6 |
| 2014     | Unitri/Uberlândia | 5  | 33.7 | .497 | .412 | .852 | 6.2 | 2.8 | 1.8 | .2  | 18.0 |
| 2015     | Bauru             | 12 | 23.6 | .479 | .463 | .850 | 2.3 | .5  | .4  | .2  | 10.3 |
| 2016     | Bauru             | 12 | 31.1 | .477 | .379 | .857 | 4.4 | 1.3 | 1.5 | .0  | 10.4 |
| Carreira | Carreira          | 55 | 30.5 | .517 | .444 | .814 | 4.4 | 1.8 | 1.0 | .1  | 15.0 |

## Honras
- Jogo das Estrelas NBB: 2010/2011, 2011/2012, 2012/2013.

## Ligações Externas
- Torneio de Enterradas